# Ciawi (Karangnunggal)
Ciawi is een bestuurslaag in het regentschap Tasikmalaya van de provincie West-Java, Indonesië. Ciawi telt 4276 inwoners (volkstelling 2010).